# Matilda Östlund Visén
Anna Matilda Charlotta Östlund Visén, född 5 juli 1993, är en svensk innebandyspelare som spelar i Täby FC i Svenska Superligan för damer. I maj 2021 utsågs hon till årets bästa målvakt i damernas SSL. Hon var med i det svenska landslaget som vann VM-guld i Världsmästerskapet i innebandy för damer 2021.